# Muhammad Zia-ul-Haq
Muhammad Zia-ul-Haq (en urdu: محمد ضیاء الحق) (Jalandhar, 12 de agosto de 1924-Bahawalpur, 17 de agosto de 1988) fue un general y político pakistaní, dictador de Pakistán entre el 16 de septiembre de 1978 hasta 1988, al morir en un confuso accidente aéreo. También fue jefe del Ejército de su país desde 1976 hasta la fecha de su muerte.
Se hizo célebre por su férrea colaboración con los muyahidines durante la guerra soviético-afgana, haber sido un puente en las relaciones diplomáticas entre Estados Unidos y China, dar inicio al proyecto nuclear en Pakistán, y en establecer un programa de islamización en su país. Además, realizó persecuciones contra opositores políticos y coartó la libertad de prensa en su país.

## Primeros años
Zia ul-Haq nació el 12 de agosto de 1924 en el entonces Raj británico, siendo el segundo hijo de una familia de clase media y devotamente deobandi. Su padre Aain Muhammad Akbar, era un funcionario colonial que trabajaba en las ciudades de Delhi y Shimla. Realizó sus estudios primarios en su casa en Shimla, y posteriormente hizo sus estudios secundarios en el Colegio St. Stephen, Delhi.

## Carrera militar
El 12 de agosto de 1943, Zia se enroló en el Ejército del Raj británico, lo que lo llevó a participar en la Segunda Guerra Mundial. Integró el Regimiento de Caballería de Dehradun, donde combatió contra el Ejército Imperial Japonés en Birmania, Malasia e Indonesia, siendo ascendido al rango de oficial en 1945.
Tras la partición de la India en 1947, Zia pasó a integrarse al recién creado Ejército de Pakistán, con el rango de mayor. En 1955, se graduó de la Escuela de Comandos de Personal en Quetta, donde posteriormente ejerció como instructor. En 1959, Zia viajó a Estados Unidos, donde continuó con su formación militar en Fort Knox, Kentucky, y en 1962, continuó Fort Leavenworth, Kansas, donde finalizó en 1964. Ese mismo año, regresó a Pakistán donde fue ascendido a teniente coronel. 
Durante la guerra indo-pakistaní de 1965, Zia fue comandante de tanques en Cachemira, y al final de este conflicto, ascendió al rango de coronel; posteriormente, en 1969, ascendió a brigadier. En 1970, Zia colaboró en la instrucción de soldados en Jordania, así como en liderar misiones de entrenamiento durante el conflicto de Septiembre Negro en Jordania. También fue partícipe en la guerra indo-paistaní de 1971, llegando a ser general de división en 1972.

## Gobierno de Ali Bhutto y golpe de Estado
Durante el gobierno del primer ministro Zulfikar Ali Bhutto, Zia logró avanzar rápidamente en su carrera militar, siendo ascendido al rango de general en 1975 y, el 1 de marzo de 1976, Ali Bhutto lo nombra jefe del Estado Mayor del Ejército de Pakistán. Debido a que los militares han sido parte de la política pakistaní, la decisión de Ali Bhutto se debió a que quería un oficial menos calificado y con pocas ambiciones políticas para que estuviera al mando del ejército.
Pakistán estuvo marcada por una fuerte polarización política durante las elecciones generales de 1977, en el que Ali Bhutto buscaba reelegirse para un segundo período bajo el apoyo del Partido del Pueblo, de corte socialdemócrata y secular, enfrentándose al candidato de la Alianza Nacional de Pakistán, Abdul Wali Khan, cuya coalición estaba conformado por partidos conservadores e islamistas como la Liga Musulmana. Las elecciones concedieron la victoria a Ali Bhutto, tras obtener el 60,1% de los votos, y que cuyo partido obtuvo 155 de los 216 escaños en la Asamblea Nacional de Pakistán. Aquellos resultados generaron controversia por parte de la oposición, quienes acusaron a Ali Bhutto de haber cometido fraude electoral, por lo que se realizaron manifestaciones masivas en todo el país, exigiendo la renuncia de Ali Bhutto y que se realizaran nuevas elecciones. El aumento de la violencia y el rechazo del Primer ministro para convocar nuevas elecciones, fueron claves para que el 5 de marzo de 1977, Zia ul-Haq, apoyado del ejército, encabezada un golpe de Estado blando, en el que derrocó a Ali Bhutto, donde impuso la ley marcial bajo un plazo de 90 días, afirmando que su único fin era convocar ''elecciones libres y justas''. Sin embargo, Zia suspendió la Constitución de 1973, disolvió la Asamblea Nacional y prohibió todos los partidos políticos.

## Dictadura militar de Pakistán (1978-1988)
A su llegada al poder en 1977, el General Zia-ul-Haq hizo condenar a muerte por ahorcamiento al antiguo primer ministro Zulfikar Ali Bhutto (padre de la posterior primera ministra Benazir Bhutto), por una vaga historia de asesinato. 
El General Zia desempeñó un importante papel en la guerra de Afganistán (1979-1989), proporcionando ayuda financiera y militar a los muyahidín, ayuda que fue fuertemente apoyada por los Estados Unidos, que habían prometido a Zia territorios en el noroeste para compensar la pérdida de Bangladés.
Continuó el programa nuclear de Pakistán en la década de 1970, programa que obtuvo una exitosa prueba nuclear en 1998, relanzando el conflicto con la India, a propósito entre otros aspectos de Cachemira. 
A diferencia de Zulfikar Bhutto, atraído por la laicidad, el General Zia tenía la intención de establecer un estado islámico apoyándose en los mulás: prohibió los intereses bancarios, instauró la limosna obligatoria, los castigos públicos, obligó a las mujeres a ponerse el velo para aparecer en televisión. El General Zia quiso ir aún más lejos al intentar restaurar el califato que había sido abolido el 3 de marzo de 1924 por el presidente turco Mustafa Kemal Atatürk. 
En 1988, cuando iba acompañado por dos diplomáticos norteamericanos, su avión se estrelló sobre Pakistán en circunstancias misteriosas. Algunas semanas después del accidente, investigadores paquistaníes publicaron un resumen de 27 páginas de un informe secreto de 365 páginas en el que dijeron que habían encontrado evidencia de posibles problemas con el paquete de refuerzo del elevador de la aeronave, así como cables de control deshilachados o rotos. Un análisis de un laboratorio estadounidense encontró "contaminación extensa" por partículas de latón y aluminio en el paquete de refuerzo del elevador, pero el informe dijo que "se descarta una falla del sistema de control del elevador debido a una falla mecánica...". 
La democracia se restableció poco después de su muerte con la elección de Benazir Bhutto.